# I pionieri dell'Alaska
I pionieri dell'Alaska (The Spoilers) è un film del 1955 diretto da Jesse Hibbs e interpretato da Anne Baxter, Jeff Chandler e Rory Calhoun.

## Trama
I proprietari di una miniera d'oro sono costretti a cedere la loro proprietà ad un funzionario che agisce di propria iniziativa. Cercano quindi di recuperare l'atto di proprietà custodito nella cassaforte e nel frattempo uno di loro viene accusato di omicidio salvandosi grazie all'amante e al vero colpevole che confessa il reato commesso. Alla fine i due riusciranno a riprendersi il maltolto.

## Produzione
Il film è prodotto e distribuito dall'Universal Pictures.

## Distribuzione

### Data di uscita
Il film venne distribuito in varie nazioni, fra cui:
- Stati Uniti d'America, The Spoilers 15 dicembre 1955
- Svezia, Norr om lagen 26 dicembre 1955
- Belgio, De vrijbuiters 17 febbraio 1956
- Finlandia, Kullanetsijät 17 febbraio 1956
- Germania Ovest, Mit roher Gewalt 9 marzo 1956
- Danimarca, Guld  11 maggio 1956
- Francia, Les forbans  3 ottobre 1956
- Turchia, Devler mücadelesi febbraio 1958

## Versioni cinematografiche di The Spoilers
La storia - tratta dal libro di Rex Beach che era stato lui stesso cercatore d'oro - fu utilizzata più volte al cinema, in varie versioni:
- The Spoilers di Colin Campbell con Tom Santschi nel ruolo di MacNamara, William Farnum (Glennister) e Kathlyn Williams (1914)
- The Spoilers di Lambert Hillyer con Noah Beery nel ruolo di MacNamara (1923)
- The Spoilers di Edwin Carewe con Gary Cooper (nel ruolo di Glennister), Kay Johnson e Betty Compson  (1930)
- I cacciatori dell'oro di Ray Enright con Marlene Dietrich, John Wayne e Randolph Scott  (1942)
- I pionieri dell'Alaska di Jesse Hibbs con Anne Baxter, Jeff Chandler e Rory Calhoun (1955)